# T.J. Warren
Anthony Warren Jr., detto T.J. (Durham, 5 settembre 1993), è un cestista statunitense, di ruolo ala piccola e ala grande, professionista nella NBA e nella NBA G League.

## Caratteristiche tecniche
Warren sa essere un ottimo realizzatore e con il suo fisico può mostrarsi efficiente anche in difesa. Col passare del tempo è diventato un tiratore molto affidabile dalla fascia media e oltre l'arco.

#### NC State (2012-2014)

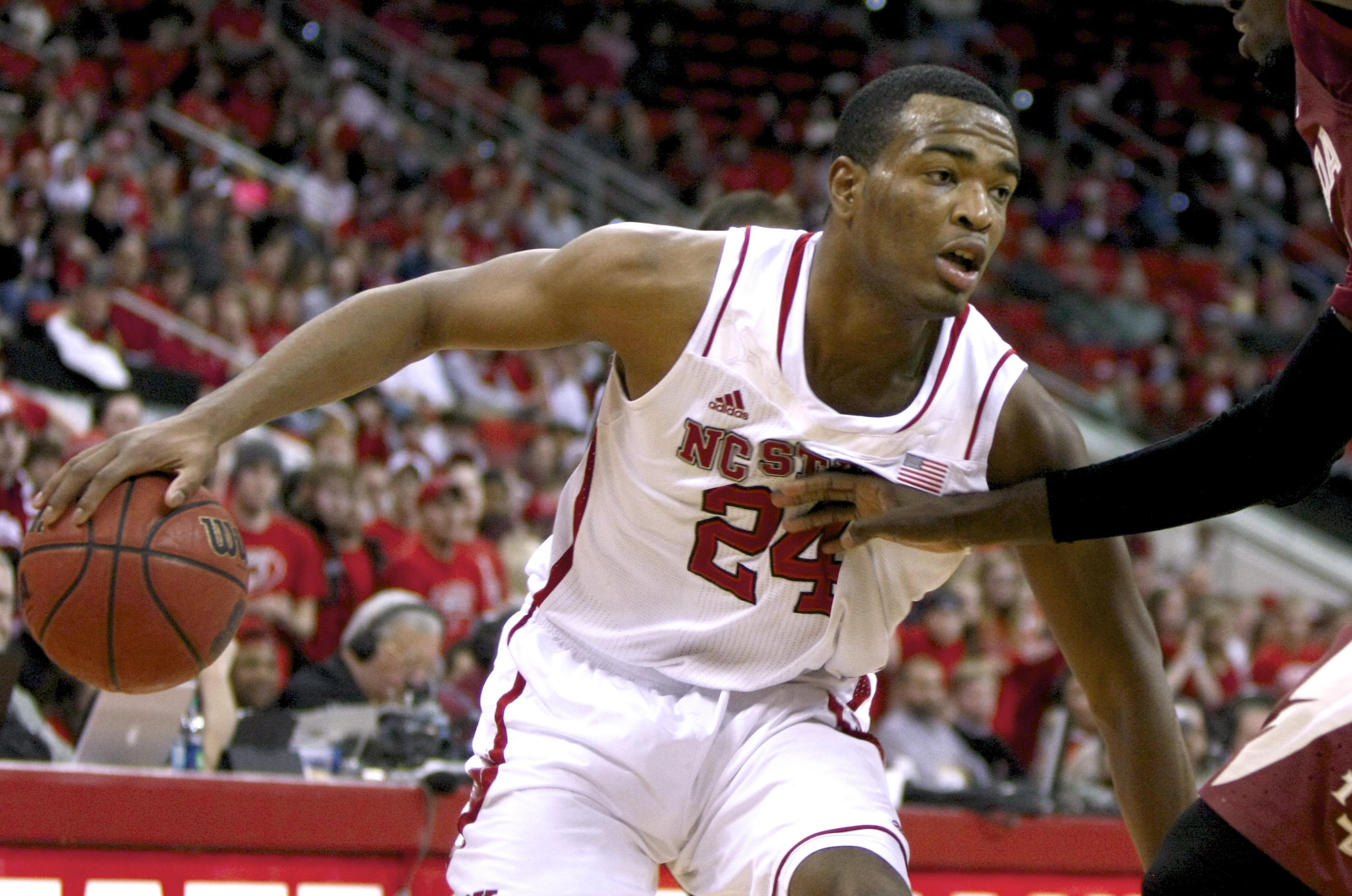
Warren con la maglia di North Carolina State

## Carriera

### NBA (2014-)

#### Phoenix Suns (2014-2019)
Dopo due stagioni in NCAA con i North Carolina State Wolfpack (di cui l'ultima chiusa con quasi 25 punti e 7 rimbalzi di media) viene scelto alla quattordicesima chiamata assoluta del Draft 2014 dai Phoenix Suns.
Dopo le prime due stagione penalizzate dagli infortuni (in cui giocò 87 partite totali durante le 2) Warren giocò molto bene la terza stagione, migliorando molto le statistiche partendo titolare al posto del veterano PJ Tucker (che durante la dead-line venne ceduto ai Toronto Raptors), migliorò di molto le statistiche e arrivò a tenere 14,4 punti di media, e a inizio anno figurò anche tra i candidati per il premio di Most Improved Player. Tuttavia, a causa di nuovi infortuni, non riuscì nemmeno a essere tra candidati vincitori del premio, poi vinto da Giannīs Antetokounmpo a scapito degli altri 2 finalisti Nikola Jokić e Rudy Gobert.
Il 26 settembre 2017, nonostante mancasse un anno al termine del suo rookie contract, firmò un quadriennale da 50 milioni di dollari con i Phoenix Suns valido per il quadrienno a partire dal giugno 2018 fino al giugno del 2022.

#### Indiana Pacers (2019-2022)
Il 20 giugno 2019, durante il Draft NBA, venne ceduto agli Indiana Pacers. La "trade" divenne ufficiale il 7 luglio. Il 2 agosto 2020 registra il suo Carrer High di 53 punti contro i Philadelphia 76ers.

#### Brooklyn Nets (2022-2023)
Il 7 luglio 2022 firma con i Brooklyn Nets.

#### Phoenix Suns (2023)
Il 9 febbraio 2023 passa, insieme a Kevin Durant, ai Phoenix Suns, in cambio di Mikal Bridges, Cameron Johnson, Jae Crowder, quattro prime scelte non protette ai Draft degli anni successivi (2023, 2025, 2027 e 2029) e la possibilità di scambiare le scelte al Draft 2028.

## Statistiche

### NCAA
| Anno      | Squadra       | PG | PT | MP   | TC%  | 3P%  | TL%  | RP  | AP  | PRP | SP  | PP   |
| --------- | ------------- | -- | -- | ---- | ---- | ---- | ---- | --- | --- | --- | --- | ---- |
| 2012-2013 | NCSU Wolfpack | 35 | 14 | 27,0 | 62,2 | 51,9 | 54,2 | 4,2 | 0,8 | 1,2 | 0,4 | 12,1 |
| 2013-2014 | NCSU Wolfpack | 35 | 35 | 35,4 | 52,5 | 26,7 | 69,0 | 7,1 | 1,1 | 1,8 | 0,6 | 24,9 |
| Carriera  | Carriera      | 70 | 49 | 31,2 | 55,5 | 31,5 | 65,4 | 5,7 | 1,0 | 1,5 | 0,5 | 18,5 |

#### Massimi in carriera
- Massimo di punti: 42 vs Boston (9 marzo 2014)[9]
- Massimo di rimbalzi: 13 (3 volte)
- Massimo di assist: 3 (4 volte)
- Massimo di palle rubate: 4 (3 volte)
- Massimo di stoppate: 2 (9 volte)
- Massimo di minuti giocati: 42 vs Georgia Tech (26 gennaio 2014)

### NBA

#### Regular Season
| Anno      | Squadra            | PG  | PT  | MP   | TC%  | 3P%  | TL%  | RP  | AP  | PRP | SP  | PP   |
| --------- | ------------------ | --- | --- | ---- | ---- | ---- | ---- | --- | --- | --- | --- | ---- |
| 2014-2015 | Phoenix Suns       | 40  | 1   | 15,4 | 52,8 | 23,8 | 73,7 | 2,1 | 0,6 | 0,5 | 0,2 | 6,1  |
| 2015-2016 | Phoenix Suns       | 47  | 4   | 22,8 | 50,1 | 40,0 | 70,3 | 3,1 | 0,9 | 0,8 | 0,3 | 11,0 |
| 2016-2017 | Phoenix Suns       | 66  | 59  | 31,0 | 49,5 | 26,3 | 77,3 | 5,1 | 1,1 | 1,2 | 0,6 | 14,4 |
| 2017-2018 | Phoenix Suns       | 65  | 65  | 33,0 | 49,8 | 22,2 | 75,7 | 5,1 | 1,3 | 1,0 | 0,6 | 19,6 |
| 2018-2019 | Phoenix Suns       | 43  | 36  | 31,6 | 48,6 | 42,8 | 81,5 | 4,0 | 1,5 | 1,2 | 0,7 | 18,0 |
| 2019-2020 | Indiana Pacers     | 67  | 67  | 32,9 | 53,6 | 40,3 | 81,9 | 4,2 | 1,5 | 1,2 | 0,5 | 19,8 |
| 2020-2021 | Indiana Pacers     | 4   | 4   | 29,3 | 52,9 | 0,0  | 80,0 | 3,5 | 1,3 | 0,5 | 0,0 | 15,5 |
| 2022-2023 | Brooklyn Nets      | 26  | 0   | 18,8 | 51,0 | 33,3 | 81,8 | 2,8 | 1,1 | 0,6 | 0,3 | 9,5  |
| 2022-2023 | Phoenix Suns       | 16  | 0   | 12,3 | 42,9 | 31,6 | 50,0 | 3,1 | 0,7 | 0,4 | 0,3 | 4,2  |
| 2023-2024 | Minnesota T'wolves | 11  | 0   | 11,4 | 43,9 | 15,4 | 75,0 | 2,0 | 0,8 | 0,4 | 0,1 | 3,7  |
| Carriera  | Carriera           | 385 | 236 | 26,9 | 50,5 | 35,1 | 78,0 | 3,9 | 1,2 | 0,9 | 0,5 | 14,3 |

#### Play-off
| Anno     | Squadra        | PG | PT | MP   | TC%  | 3P%  | TL%  | RP  | AP  | PRP | SP  | PP   |
| -------- | -------------- | -- | -- | ---- | ---- | ---- | ---- | --- | --- | --- | --- | ---- |
| 2020     | Indiana Pacers | 4  | 4  | 39,0 | 47,1 | 36,8 | 100  | 6,3 | 3,0 | 2,3 | 0,3 | 20,0 |
| 2023     | Phoenix Suns   | 6  | 0  | 13,5 | 31,6 | 14,3 | 75,0 | 1,2 | 0,5 | 0,2 | 0,5 | 2,7  |
| Carriera | Carriera       | 10 | 4  | 23,7 | 43,7 | 30,8 | 92,3 | 3,2 | 1,5 | 1,0 | 0,4 | 9,6  |

#### Massimi in carriera
- Massimo di punti: 53 vs Philadelphia 76ers (1º agosto 2020)[10]
- Massimo di rimbalzi: 16 vs Oklahoma City Thunder (7 aprile 2017)
- Massimo di assist: 6 (3 volte)
- Massimo di palle rubate: 5 (3 volte)
- Massimo di stoppate: 4 vs Washington Wizards (3 agosto 2020)
- Massimo di minuti giocati: 53 vs Washington Wizards (22 dicembre 2018)

## Palmarès
- McDonald's All-American Game (2012)
- NCAA AP All-America Second Team (2014)
- All-Seeding Team: 1

First Team: 2020